# ألان بيل (عداء سريع)
ألان بيل (بالإنجليزية: Alan Bell)‏ هو عداء سريع بريطاني، ولد في 10 يونيو 1957 في ويكفيلد في المملكة المتحدة.

## وصلات خارجية
- ألان بيل على موقع الاتحاد الدولي لألعاب القوى (الإنجليزية)
- ألان بيل على موقع اللجنة الأولمبية الدولية (الإنجليزية)
- ألان بيل على موقع أوليمبيديا (الإنجليزية)
- ألان بيل على موقع اللجنة الأولمبية البريطانية (الإنجليزية)